# Jawed Karim
Jawed Karim (nascut el 28 d'octubre del 1979) és un enginyer de programari i empresari d'internet nord-americà d'ascendència bangladessa i alemanya. És cofundador de YouTube i la primera persona que va pujar un vídeo al lloc. Aquest vídeo inaugural, titulat Me at the zoo (Jo al zoo) i pujat el 23 d'abril del 2005, ha estat vist més de 245 milions de vegades. Durant el temps que Karim va treballar a PayPal, on va conèixer als també cofundadors de YouTube Steve Chen i Chad Hurley, va dissenyar molts dels components principals, inclòs el seu sistema antifrau en temps real.

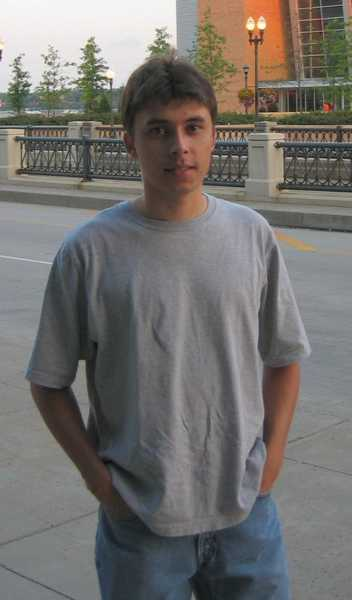
Jawed Karim el 2004

Jawed Karim va néixer el 28 d'octubre del 1979 a Merseburg, Alemanya de l'Est, de pare bangladeshià i mare alemanya. El seu pare, Naimul Karim (bengalí: নাইমুল করিম), és un bangladesh musulmà que treballa com a investigador en 3M, i la seva mare, Christine, és una científica alemanya de bioquímica a la Universitat de Minnesota. És el més gran de dos fills. Va travessar la frontera interior d'Alemanya amb la seva família a principis de la dècada de 1980 a causa de la xenofòbia, i va créixer a Neuss, Alemanya Occidental. En experimentar la xenofòbia allà també, Karim es va traslladar amb la seva família a Saint Paul, Minnesota, el 1992. Es va graduar al Saint Paul Central High School el 1997 i va assistir a la Universitat d'Illinois a Urbana-Champaign. Va abandonar el campus abans de graduar-se per convertir-se en empleat de PayPal; tot i això, va continuar els seus estudis, obtenint la seva llicenciatura en informàtica. Posteriorment va obtenir un màster en informàtica a la Universitat Stanford. A més d'anglès, Jawed parla alemany i bengalí.
En la universitat, Karim va fer pràctiques a Silicon Graphics, Inc., on va treballar en la gestió de dades de vòxels en 3D per a conjunts de dades molt grans per a la representació de volums, incloses les dades per al projecte Visible Human. Mentre treballava a PayPal el 2002, va conèixer Chad Hurley i Steve Chen. Tres anys després, el 2005, van fundar el lloc web per compartir vídeos YouTube. Karim va crear el primer canal de YouTube, "jawed", el 23 d'abril del 2005 PDT (24 d'abril del 2005 UTC), i va pujar el primer vídeo del lloc web, Me at the zoo, aquell mateix dia.
Després de cofundar l'empresa i desenvolupar el concepte i lloc web de YouTube amb Chad Hurley i Steve Chen, Karim es va matricular com a estudiant de postgrau en informàtica a la Universitat Stanford, alhora que actuava com a assessor de YouTube. Quan es va presentar el lloc el febrer del 2005, Karim va acceptar no ser un empleat i limitar-se a ser un assessor informal, ja que se centrava en els seus estudis. Per això, la seva participació a l'empresa era molt menor que la de Hurley i Chen. A causa de la seva menor participació a l'empresa, Karim va ser pràcticament desconegut per al públic com a tercer fundador fins que YouTube va ser adquirit per Google el 2006. Tot i la seva menor participació a l'empresa, la compra va ser prou gran com perquè rebés 137.443 accions, amb un valor duns 64 milions de dòlars segons el preu de tancament de les accions de Google en aquell moment.
L'octubre de 2006, Karim va pronunciar una conferència sobre la història de YouTube a la conferència anual de l'ACM de la Universitat d'Illinois, titulada YouTube From Concept to Hyper growth. Karim va tornar a la Universitat d'Illinois el maig de 2008 com el 136è i més jove orador de la cerimònia de graduació en la història de la institució.

## Inversions
El març de 2008, Karim va llançar un fons de risc anomenat Youniversity Ventures (ara conegut com YVentures) amb els seus socis Keith Rabois i Kevin Hartz. Karim és un dels primers inversors d'Airbnb, invertint a la ronda inicial de l'empresa l'abril del 2009. Y Ventures també ha invertit a Palantir, Reddit i Eventbrite.

## Respostes a YouTube
En tres ocasions, Karim ha actualitzat la descripció del vídeo de "Me at the Zoo" per criticar les decisions preses per YouTube.
El 6 de novembre de 2013, YouTube va començar a exigir que els comentaris als seus vídeos es fessin a través d'un compte de Google+, una mesura a què es va oposar àmpliament la comunitat de YouTube. Una petició en línia per revertir el canvi va obtenir més de 240.000 signatures.
En resposta a l'exigència de Google que els membres de YouTube utilitzin Google+ per al seu sistema de comentaris, Karim va escriure al compte de YouTube: "Per què carai necessito un compte de Google+ per comentar un vídeo?", i va actualitzar la descripció del seu primer vídeo, titulat "Jo al zoo", com "Ja no puc comentar aquí, ja que no vull un compte de Google+".
En resposta a la pressió de la comunitat de YouTube, Google es va disculpar públicament per obligar els usuaris de Google+ a utilitzar els seus noms reals, que era una de les raons per les quals la integració de Google+ era impopular entre els usuaris de YouTube. Posteriorment, Google va eliminar el requisit de Google+ a tots els productes, començant per YouTube. Google va anunciar a l'octubre del 2018 la seva intenció de tancar permanentment Google+, ja que no havia aconseguit una àmplia adopció per part dels consumidors o els desenvolupadors, i a causa d'una vulnerabilitat. Google+ es va tancar per als comptes personals el 2 d'abril del 2019.
El novembre de 2021, Jawed va actualitzar la descripció de Jo al zoo per incloure "Quan tots els youtubers estan d'acord que eliminar els dislikes és una idea estúpida, probablement ho sigui. Intenta-ho de nou, YouTube". Uns dies després, Karim va tornar a actualitzar la descripció amb una condemna més detallada de la decisió de YouTube.